# Аристофан Византионски
Аристофан Византионски (Грчки: Ἀριστοφάνης ὁ Βυζάντιος; Aristophánēs ho Buzántios; Византион, око 257 – Александрија, око 185–180 пре нове ере) био је хеленистички грчки научник, критичар и граматичар.

## Биографија
Познат је на основу свог рада о Хомеровим делима, али и по раду о другим класичним ауторима као што су Пиндар и Хесиод. Убрзо се преселио у Александрију и учио код Зенодота, Калимаха и Дионисија Јамба.
Наследио је Ератостена на месту главног библиотекара Александријске библиотеке у шездесетој години. Међу његовим ученицима су били Калистрат, АристархСамотракски и можда Агалија . Наследио га је Аполоније „Класификатор“ (не мешати са Аполонијем са Родоса, претходним главним библиотекаром Александрије). Аристофанов ученик, Аристарх из Самотраке, биће шести главни библиотекар Александријске библиотеке.
Бавио се утврђивањем и исправањем детаља ауторства дела.
Све што је преживело од обимних списа Аристофана Византијског је неколико фрагмената сачуваних кроз цитате у књижевним коментарима каснијих писаца, неколико аргумента дела грчке драме и део речника. Најновије издање постојећих фрагмената уредио је Виљем Ј. Слејтер.